# Carlos Verona
Carlos Verona Quintanilla (* 4. November 1992 in San Lorenzo de El Escorial) ist ein spanischer Radrennfahrer.

## Karriere
Als Juniorenfahrer wurde Verona 2009 jeweils Dritter der Spanischen Meisterschaften im Straßenrennen sowie 2010 im Einzelzeitfahren. Nach seinem Wechsel zu den Erwachsenen fuhr er 2011 und 2012 er für das spanische Continental Team Burgos 2016-Castilla y León und konnte dabei 2012 die Bergwertung der Vuelta Ciclista a León für sich entscheiden. 2013 schloss er sich dem belgischen ProTeam Omega Pharma-Quick Step an.
Nachdem Verona im Verlauf der Saison 2016 zur australischen Mannschaft Orica-BikeExchange wechselte, wurde er bei der Katalonien-Rundfahrt 2017 Gesamtachter und erreichte damit seine erste vordere Platzierung bei einem Etappenrennens der UCI WorldTour. Im Frühjahr 2018 wurde er Zweiter des GP Miguel Indurain gewann anschließend die Bergwertung der Baskenland-Rundfahrt.
Im Jahr 2019 wechselte Carlos Verona zum spanischen UCI WorldTeam Movistar, wo er sich als wichtiger Helfer etablierte und sein Tour-de-France-Debüt gab. Weiters gewann er eine Etappe des Critérium du Dauphiné 2022.
Seit dem Jahr 2024 geht er für die Lidl-Trek-Mannschaft an den Start, bei der er beim Giro d’Italia 2025 seinen bislang größten Erfolg feierte, als er die 15. Etappe nach einem Solo über 43 Kilometer gewann.

## Erfolge
2012
- Bergwertung Vuelta Ciclista a León

2018
- Bergwertung Baskenland-Rundfahrt
- Bergwertung Tour des Fjords

2022
- eine Etappe Critérium du Dauphiné

2025
- eine Etappe Giro d’Italia

## Grand Tour-Platzierungen
| Grand Tour            | 2014 | 2015 | 2016 | 2017 | 2018 | 2019 | 2020 | 2021 | 2022 | 2023 | 2024 | 2025 |
| --------------------- | ---- | ---- | ---- | ---- | ---- | ---- | ---- | ---- | ---- | ---- | ---- | ---- |
| Giro d’ItaliaGiro     | –    | –    | 43   | 57   | –    | –    | –    | –    | –    | 49   | –    | 54   |
| Tour de FranceTour    | –    | –    | –    | –    | –    | 105  | 19   | 101  | 26   | –    | 24   |      |
| Vuelta a EspañaVuelta | 66   | 29   | –    | 72   | –    | –    | 30   | DNF  | 35   | –    | 32   |      |